# الملاحة (غرناطة)
بلدية الملَّاحة (بالإسبانية: La Malahá) (نقحرة: لا مالاء) هي بلدية تقع في مقاطعة غرناطة التابعة لمنطقة أندلوسيا جنوب إسبانيا.

## السكان
بلغ عدد سكان بلدية الملَّاحة 1.828 نسمة عام 2011 (وفقاً للمعهد الوطني الإسباني للإحصاء).
| 1.702 | 1.587 | 1.625 | 1.679 | 1.709 | 1.812 | 1.828 |

## الأعلام
- محمد بن عبد الواحد الملاحي